# Лакхай
Лакхай (бенг. লাখাই, англ. Lakhai) — город на востоке Бангладеш, административный центр одноимённого подокруга. Площадь города равна 7,81 км². По данным переписи 2001 года, в городе проживало 6775 человек, из которых мужчины составляли 48,53 %, женщины — соответственно 51,47 %. Уровень грамотности взрослого населения составлял 49,5 % (при среднем по Бангладеш показателе 43,1 %). 